# The Incredible World of Horace Ford
"The Incredible World of Horace Ford" is een aflevering van de Amerikaanse televisieserie The Twilight Zone. Het scenario van de aflevering werd geschreven door Reginald Rose.

## Plot

### Opening
Mr. Horace Ford, who has a preoccupation with another time, a time of childhood, a time of growing up, a time of street games, stickball and hide-'n-go-seek. He has a reluctance to go check out a mirror and see the nature of his image: proof positive that the time he dwells in has already passed him by. But in a moment or two he'll discover that mechanical toys and memories and daydreaming and wishful thinking and all manner of odd and special events can lead into a special province, uncharted and unmapped, a country of both shadow and substance known as... the Twilight Zone.
— Rod Serling

### Verhaal
De aflevering draait om Horace Ford, een speelgoedontwerper die voortdurend terugdenkt aan zijn kindertijd.
Op een dag besluit hij de buurt waar hij is opgegroeid nogmaals te bezoeken. Daar ziet hij tot zijn verbazing dezelfde kinderen, met wie hij als kind bevriend was. Ook ziet hij zijn jongere zelf. Horace hoort de andere kinderen praten over hoe ze niet uitgenodigd zijn voor een verjaardagsfeest en realiseert zich dat hij (zijn jonge versie) degene was die hen niet uitgenodigd heeft. Voor zijn ogen wordt zijn jonge versie geplaagd en afgetuigd door een groep andere kinderen, waardoor Horace beseft dat hij jeugd toch niet zo geweldig was als hij het zich herinnert. Hij keert terug naar huis met een nieuwe waardering voor zijn huidige leefsituatie.

### Slot
Exit Mr. and Mrs. Horace Ford, who have lived through a bizarre moment not to be calibrated on normal clocks or watches. Time has passed, to be sure, but it's the special time in the special place known as--the Twilight Zone.
— Rod Serling

## Rolverdeling
- Pat Hingle: Horace Ford
- Nan Martin: Laura Ford
- Ruth White: Mrs. Ford
- Phillip Pine: Leonard O'Brien
- Vaughn Taylor: Mr. Judson
- Jim E. Titus: jonge Horace Ford

## Trivia
- Dit verhaal werd voor het eerst geproduceerd in 1955 voor Studio One.
- Deze aflevering staat op volume 34 van de dvd-reeks.
- Het verhaal van deze aflevering is in grote lijnen gelijk aan de aflevering Walking Distance.